# 克罗特
克罗特（法語：Croth，法語發音：[kʁɔt]）是法国厄尔省的一个市镇，位于该省东南部，属于埃夫勒区。

## 地理
克罗特（48°50'41"N, 1°22'38"E）面积10.51 平方千米，位于法国诺曼底大区厄尔省，该省份为法国北部内陆省份，北起滨海塞纳省，西接奧恩省和卡爾瓦多斯省，南至厄尔-卢瓦省，东临瓦兹省、瓦兹河谷省和伊夫林省。
与克罗特接壤的市镇（或旧市镇、城区）包括：布瓦勒鲁瓦、厄尔河畔埃济、拉比、厄尔河畔马西伊、穆埃特、索雷勒-穆塞勒、圣洛朗德布瓦。

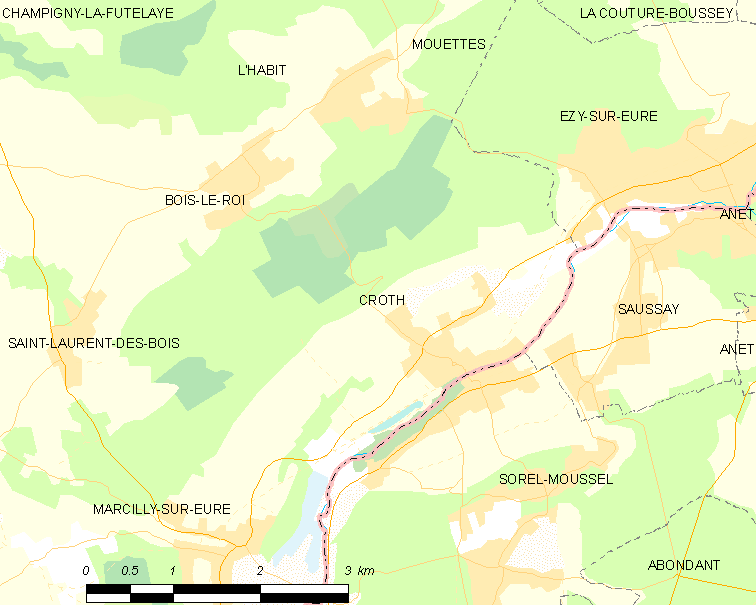
克罗特的OSM定位图

克罗特的时区为UTC+01:00、UTC+02:00（夏令时）。

## 行政
克罗特的邮政编码为27530，INSEE市镇编码为27193。

## 政治
克罗特所属的省级选区为圣安德烈德勒尔县。

## 人口

1962-2008年间克罗特人口变化图示

克罗特于2022年1月1日时的人口数量为1419人。